# Bahnhof Hochheim (Main)

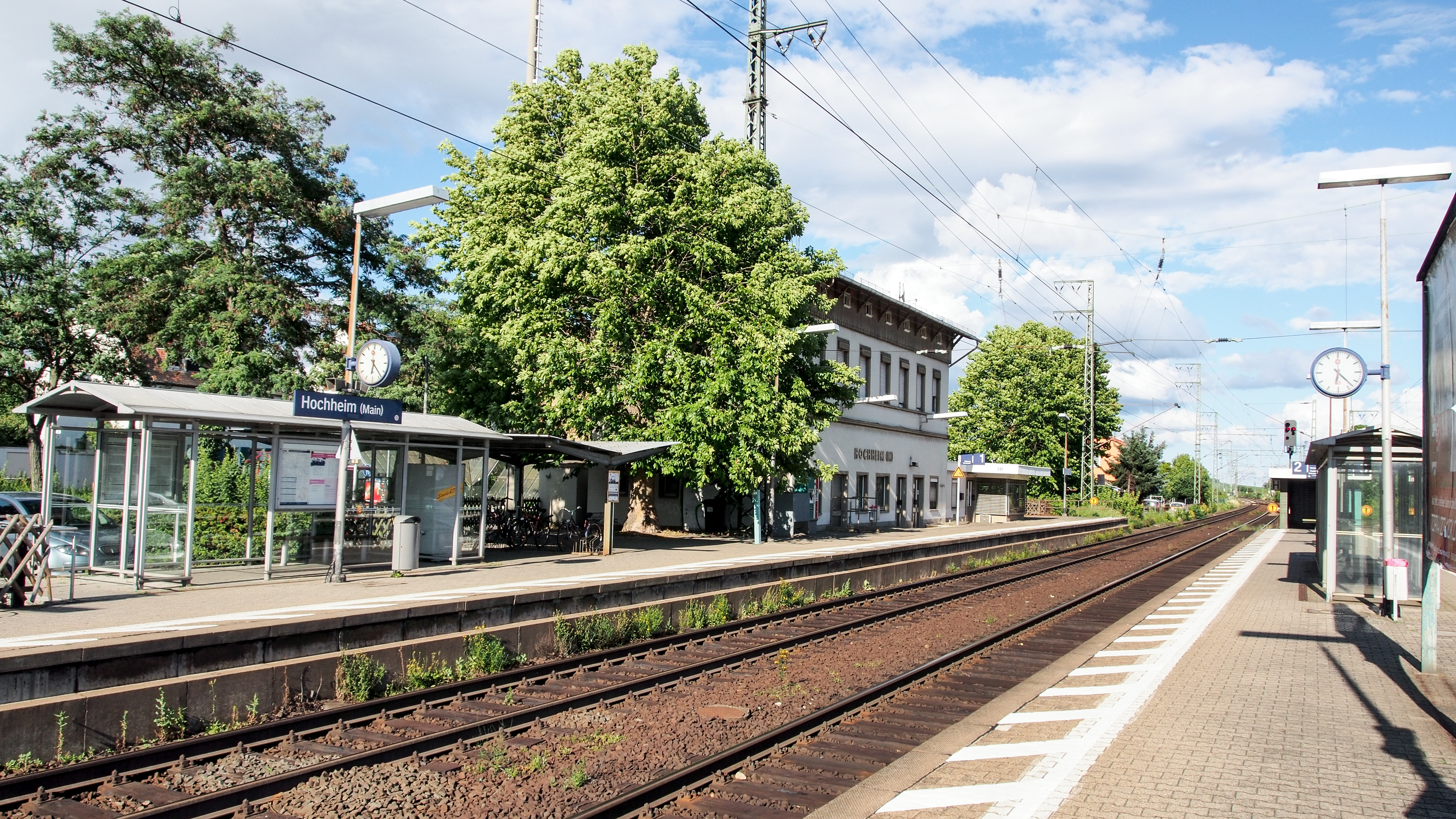
Der Bahnsteig zum Gleis 2 und 3

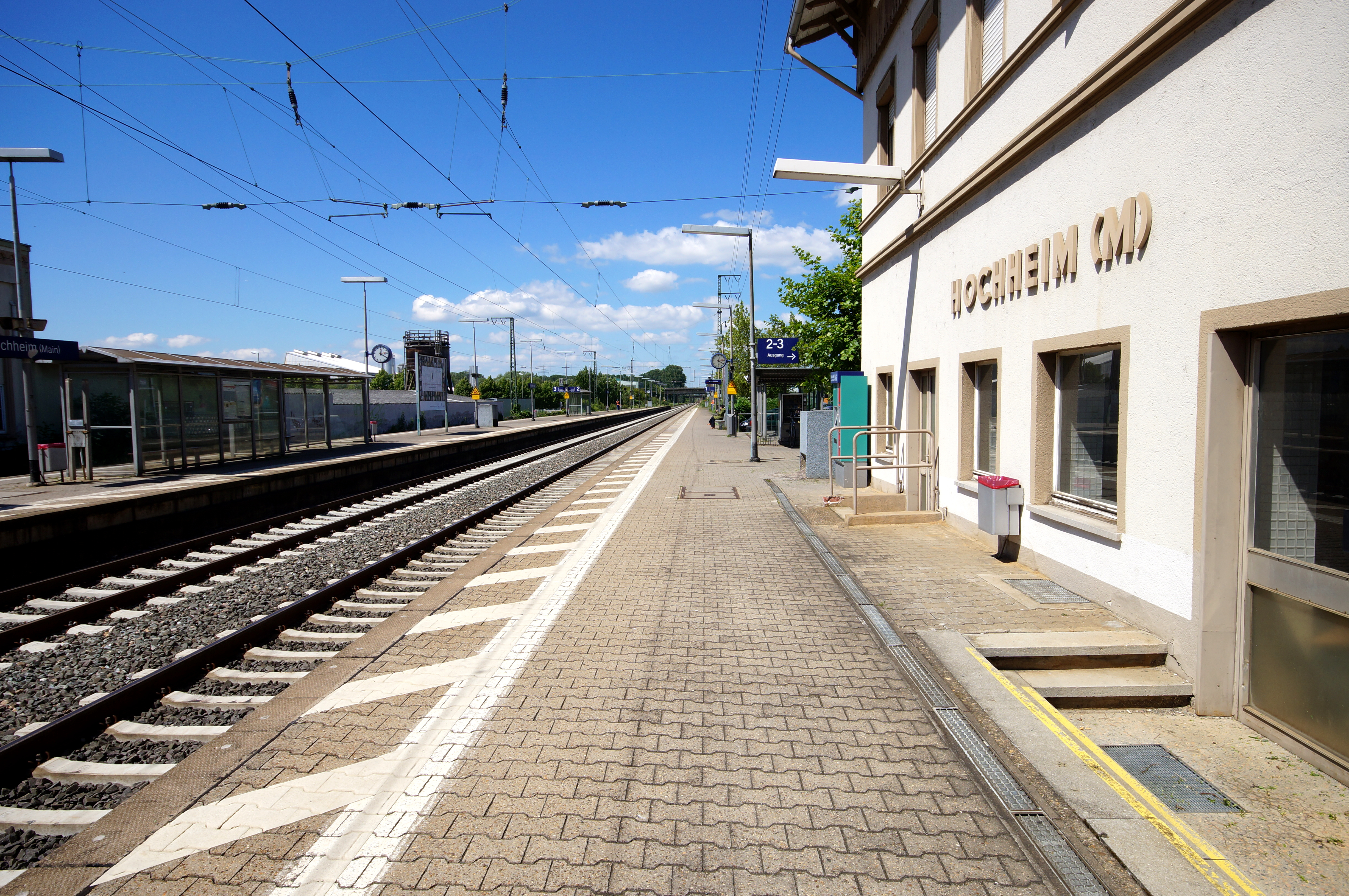
Der Bahnsteig zum Gleis 1

Der Bahnhof Hochheim (Main) ist der Bahnhof der südhessischen Stadt Hochheim am Main. Er liegt an der Taunus-Eisenbahn von Frankfurt (Main) Hauptbahnhof nach Wiesbaden Hauptbahnhof. Hier halten planmäßig S-Bahnen der Linie S1 der S-Bahn Rhein-Main und die Regional-Expresszüge RE 4 und RE 14 des SÜWEX. (Frankfurt – Mainz Hbf – Ludwigshafen).

## Geschichte
Der Bahnhof wurde am 13. April 1840 eröffnet.

## Infrastruktur

### Empfangsgebäude
Das erste Empfangsgebäude aus der Zeit, als die Strecke in Betrieb genommen wurde, stammte von dem Mainzer Architekten Ignaz Opfermann und ist nicht erhalten. Das heutige Empfangsgebäude, welches nördlich der Bahnstrecke errichtet wurde, stammt von 1877 und wurde 1911 umgebaut. Das zweieinhalbgeschossige Gebäude mit breitem Geschossfries steht traufständig zu den Gleisen. Zur Straßenseite ragt ein Mittelrisalit vor, der die Traufe mit seinem Giebel durchbricht. Das Halbgeschoss unter dem Schieferdach ist verschindelt, das flach und weit über geschnitzten Sparren und Kopfstreben auskragt. Das Gebäude ist ein Baudenkmal.

### Gleisanlagen
An dem dreigleisigen Bahnhof Hochheim (Main) halten Züge der Linie S1 der S-Bahn Rhein-Main. Der Bahnhof besitzt einen Haus- und einen Inselbahnsteig. Auf Gleis 1 fahren die S-Bahnen nach Wiesbaden, auf Gleis 2 die in Richtung Frankfurt. Zur Hauptverkehrszeit beginnen und enden einige Züge in/aus Richtung Frankfurt auf Gleis 3.
Vor dem Empfangsgebäude (Straßenseite) befindet sich ein Personentunnel, über den die Gleise 2 und 3 zu erreichen sind.

### Parkplätze
An Gleis 1 angrenzend befinden sich P+R Parkplätze sowie überdachte Fahrradabstellplätze.

### Wissenswert
Der Hochheimer Bahnhof ist nicht barrierefrei.
Ein barrierefreier Umbau ist geplant, ein Termin steht noch nicht fest.

## Betrieb
Hochheim liegt im Tarifgebiet des Rhein-Main-Verkehrsverbundes (RMV).

### Regionalverkehr
Seit dem Fahrplanwechsel am 9. Dezember 2018 wird der Bahnhof von den Regional-Express-Linien RE 4 und RE 14 bedient.
| Linie | Verlauf | Takt    | Betreiber      |
| ----- | --- | ------- | -------------- |
| RE 4  | SÜWEX: Karlsruhe Hbf – Graben-Neudorf – Philippsburg (Baden) – Germersheim – Speyer Hbf – Schifferstadt – Ludwigshafen (Rhein) Hbf – Frankenthal Hbf – Worms Hbf (→ Osthofen → Guntersblum → Oppenheim → Nierstein → Mainz Römisches Theater) (ein Zug) – Mainz Hbf – Hochheim (Main) – Frankfurt-Höchst – Frankfurt (Main) Hbf Stand: Fahrplanwechsel Dezember 2021 | 120 min | DB Regio Mitte |
| RE 14 | SÜWEX: Mannheim Hbf – Ludwigshafen (Rhein) Mitte – (Ludwigshafen (Rhein) Hbf –)* Frankenthal Hbf – Worms Hbf – (Osthofen – Guntersblum – Oppenheim – Nierstein – Mainz Römisches Theater –)* Mainz Hbf – Hochheim (Main) – Frankfurt-Höchst – Frankfurt (Main) Hbf * einzelne Züge Stand: Fahrplanwechsel Dezember 2021                                              | 120 min | DB Regio Mitte |

### S-Bahn

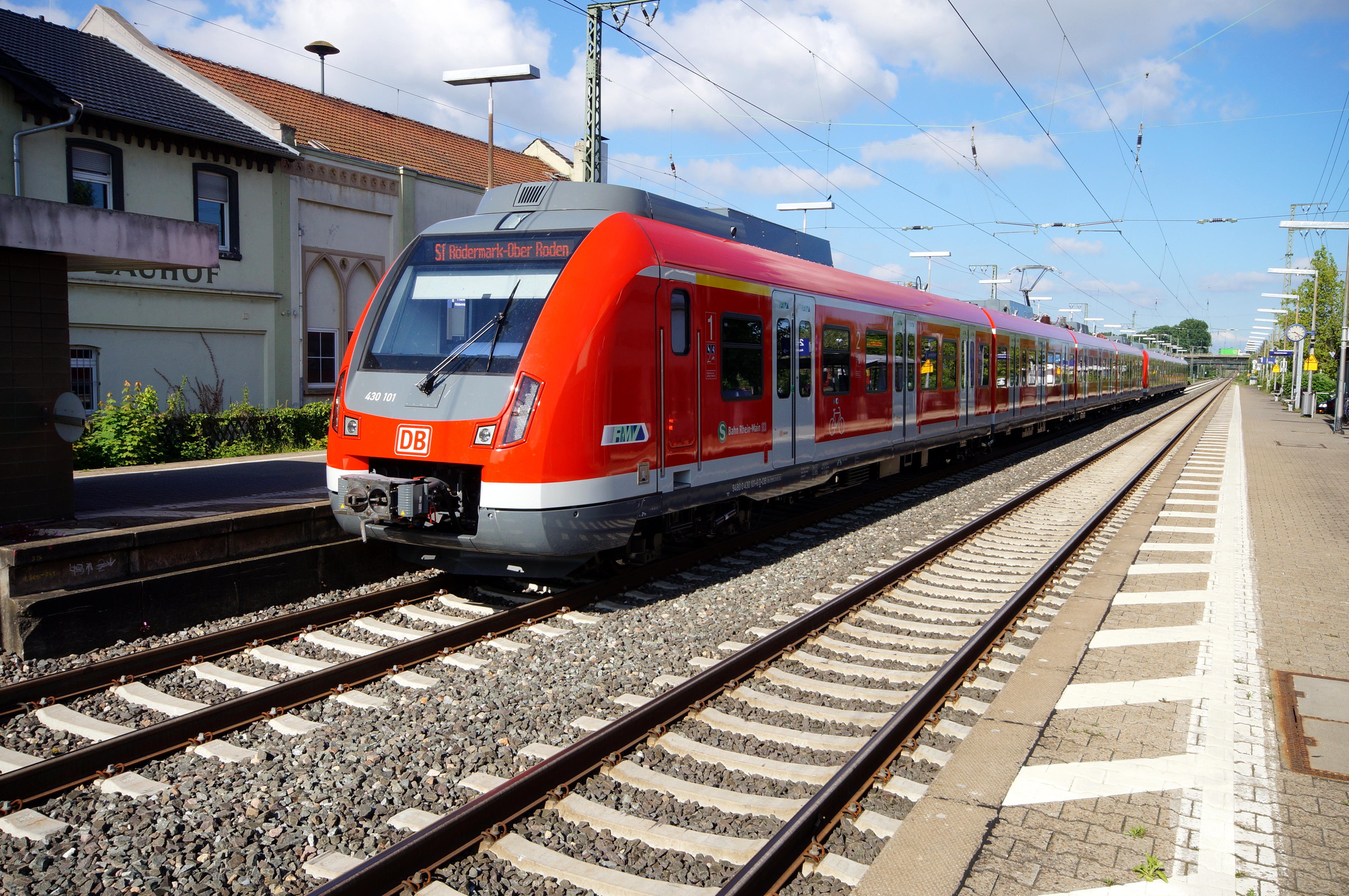
Ein Zug der DB-Baureihe 430 auf der Linie S 1 im Bahnhof Hochheim (Main)

Die S-Bahnen fahren täglich im Halbstundentakt auf der Strecke Wiesbaden Hauptbahnhof – Rödermark-Ober-Roden. In den Hauptverkehrszeiten wird dieser Takt auf einen Viertelstundentakt ausgeweitet, wobei jeder zweite Zug in Hochheim beginnt bzw. endet. Die Regionalbahn-Linien RE 9 und RB 10 fahren ohne Halt durch den Bahnhof.
| Linie | Verlauf | Takt                                       |
| ----- | --- | ------------------------------------------ |
| S1    | Wiesbaden Hbf – Wiesbaden Ost – Mainz-Kastel – Hochheim (Main) – Flörsheim (Main) – Eddersheim – Hattersheim (Main) – Frankfurt-Sindlingen – Frankfurt-Höchst Farbwerke – Frankfurt-Höchst – Frankfurt-Nied – Frankfurt-Griesheim – Frankfurt (Main) Hbf tief – Frankfurt (Main) Taunusanlage – Frankfurt (Main) Hauptwache – Frankfurt (Main) Konstablerwache – Frankfurt (Main) Ostendstraße – Frankfurt (Main) Mühlberg – Offenbach-Kaiserlei – Offenbach Ledermuseum – Offenbach Marktplatz – Offenbach (Main) Ost – Offenbach-Bieber – Offenbach-Waldhof – Obertshausen – Rodgau-Weiskirchen – Rodgau-Hainhausen – Rodgau-Jügesheim – Rodgau-Dudenhofen – Rodgau-Nieder-Roden – Rodgau-Rollwald – Rödermark-Ober Roden | 30 min 15 min (Hochheim–Rödermark zur HVZ) |

### Busverkehr
An der Bushaltestelle Hochheim Bahnhof fahren die Buslinien 46, 48 und 809. Die Buslinien verbinden den Bahnhof mit der Hochheimer Innenstadt, der Heinrich-von-Brentano-Schule, dem Hochheimer Hallenbad sowie dem Hochheimer Stadtteil Massenheim (Linie 46).

### Sonderverkehr
Jährlich findet Anfang November der Hochheimer Markt statt. Zu diesem Ereignis erhält die sonst hier durchfahrende Regionalbahn-Linie RB10 (RheingauLinie) der Vias einen zusätzlichen Halt.
Darüber hinaus wird der Betrieb der sonst im 30- bis 60-Minuten-Takt verkehrenden Buslinie 48 verdichtet sowie Sonderbusse von und nach Rüsselsheim eingerichtet.